# Новомосковск (Русија)
Новомосковск (рус. Новомосковск) град је у Русији у Тулској области. Према попису становништва из 2010. у граду је живело 131.227 становника.

## Становништво
Према прелиминарним подацима са пописа, у граду је 2010. живело 131.227 становника, 2.854 (2,13%) мање него 2002.
| 1939.  | 1959.   | 1970.   | 1979.   | 1989.   | 2002.   | 2010.   |
| ------ | ------- | ------- | ------- | ------- | ------- | ------- |
| 76.186 | 107.856 | 133.892 | 146.807 | 146.302 | 134.081 | 131.386 |

## Градови побратими
- Кременчуг
- Кушадаси
- Прјевидза